# Mimologisme
Un mimologisme o mimologia (del grec mimos+logos, imitació de paraula) és una interpretació mitjançant paraules dels sorolls que fan els animals o alguns objectes.
El folklorista català Joan Amades va publicar l'any 1933 dins de la col·lecció Biblioteca de Tradicions Populars una monografia titulada "El llenguatge de les bèsties i de les coses" en que recopilava mimologismes d'arreu dels Països Catalans.

## Exemples
- Ànec: "vull naps, vull naps"

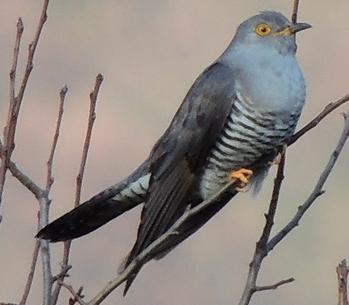
La majoria de mimologismes populars busquen algun sentit humorístic al piular dels ocells"

- Cadernera: "rostit, rostit, rostit"
- Cucut: "no puc, no puc, no puc"
- Duc: "Besalú, Besalú, camí de Besalú"
- Guatlla: "blat florit, blat florit"
- Pardal: "gira't i jau, gira't i jau"
- Rossinyol: "Per aquí ha passat, per aquí ha passat"
- Esquella: "set, set, set"